# Liste von Hochhäusern in Polen
Diese Liste von Hochhäusern in Polen führt alle Wolkenkratzer in Polen auf, die eine Mindesthöhe von 150 Metern aufweisen und fertiggestellt sind. Sendemasten, Fernseh- oder Fernmeldetürme, Kirchtürme, Schornsteine oder ähnliche Bauwerke gehören nicht dazu.
Die mit Abstand meisten Hochhäuser Polens stehen in Warschau. Siehe dazu auch die Liste von Hochhäusern in Warschau.
| Platz | Gebäude                 | Standort            | Gesamthöhe | Höhe des Dachgeschosses | Stockwerke | Fertigstellung |
| ----- | ----------------------- | ------------------- | ---------- | ----------------------- | ---------- | -------------- |
| 1     | Varso Tower             | Warschau-Wola       | 310 m      | 230 m                   | 53         | 2022           |
| 2     | Kulturpalast            | Warschau-Stadtmitte | 237 m      | 188 m                   | 42         | 1955           |
| 3     | Olszynki Park           | Rzeszów             | 221 m      | 161 m                   | 42         | 2024           |
| 4     | Warsaw Spire            | Warschau-Wola       | 220 m      | 188 m                   | 49         | 2016           |
| 5     | Sky Tower               | Breslau             | 212 m      | 206 m                   | 50         | 2012           |
| 6     | Warsaw Trade Tower      | Warschau-Wola       | 208 m      | 184 m                   | 43         | 1999           |
| 7     | Q22                     | Warschau-Stadtmitte | 195 m      | 155 m                   | 42         | 2016           |
| 8     | Rondo 1-B               | Warschau-Stadtmitte | 194 m      | 164 m                   | 40         | 2005           |
| 9     | Złota 44                | Warschau-Stadtmitte | 192 m      | –                       | 55         | 2014           |
| 10    | Centrum LIM             | Warschau-Stadtmitte | 170 m      | 140 m                   | 40         | 1989           |
| 11    | Warsaw Financial Center | Warschau-Stadtmitte | 165 m      | 144 m                   | 32         | 1998           |
| 12    | Hotel Inter-Continental | Warschau-Stadtmitte | 164 m      | 154 m                   | 48         | 2004           |
| 13    | Twarda Tower            | Warschau-Stadtmitte | 160 m      | 160 m                   | 42         | 2013           |
| 14    | Oxford Tower            | Warschau-Stadtmitte | 150 m      | 139 m                   | 42         | 1979           |